# Dadnapped
Dadnapped (Brasil: O Resgate do Papai / Portugal: O Resgate do papá) é um filme original do Disney Channel, estrelado por Emily Osment. Estreou em 16 de fevereiro de 2009, e conseguiu 4.6 milhões de telespectadores em sua estreia. Embora a história centralize uma situação de reféns, os sequestradores são ineptos e o filme praticamente tem um "conteúdo agradável para crianças". No Brasil, o filme estreou no Disney Channel no dia 12 de dezembro de 2010.

## Enredo
Dadnapped conta a história de Melissa Morris que desesperadamente tenta ganhar mais atenção de seu sempre preocupado pai, Neal (George Newbern), um famoso autor. Melissa vive na sombra de Tripp Zoome (Jonathan Keltz), o aventureiro e esperto herói do popular livro espião de seu pai. Antes da longa e atrasada férias do pai com a filha, Neal foi sequestrado por fãs obsessivos, Wheeze (David Henrie), Andre (Moises Arias), e Sheldon (Denzel Whitaker). Mas foi só Melissa resgatar o pai, que ele foi sequestrado de novo, junto com ela mesma, pelo gerente do hotel Merv (Jason Earles), e os irmãos Maurice (Phill Lewis) e Skunk (Charles Halford). Agora cabe aos antigos sequestradores salvar Melissa e seu pai e eles vão ter uma grande aventura e mts atrapalhadas.

## Elenco
- Emily Osment como Melissa Morris
- George Newbern como Neal Morris
- David Henrie como Wheeze
- Jason Earles como Merv Kilbo
- Moises Arias como Andre
- Denzel Whitaker como Sheldon
- Phill Lewis como Maurice
- Charles Halford como Skunk
- Jonathan Keltz como Tripp Zoome

## Recepção
O filme foi considerado um sucesso. Atingiu 4.6 milhões de telespectadores, batendo por 39% o filme Spetacular! da Nickelodeon, que estreou ao mesmo tempo que Dadnapped.

## Produtos
Dadnapped: Junior Novel é um livro baseado no filme, que foi lançado em fevereiro de 2009 nos Estados Unidos. Está disponível na Amazon.com.

## Dublagem Brasileira
- Melissa: Hannah Buttel
- Wheeaze/Apito: Gustavo Pereira
- Debbie: Lina Mendes
- Maurice: José Luiz Barbeito
- Andre: Daniel Garcia
- Merv: Yuri Cheesman